# The Negation
Nihility — третій альбом дез-метал колективу Decapitated. Виданий лейблом Earache Records 2 січня 2004-го.

## Загальна інформація
Альбом, від початку наближений до брутал дезу, у другій половині, від композиції «The Negation», виконаний більш ритмічно з помірнішим темпом. Дизайн обкладинки авторства Яцека Вишневського. Остання праця, як вокаліста, Войцеха Васовіча.
| #     | Назва                                                      | Тривалість |
| ----- | ---------------------------------------------------------- | ---------- |
| 1.    | «The Fury»                                                 | 04:26      |
| 2.    | «Three-Dimensional Defect»                                 | 03:57      |
| 3.    | «Lying and Weak»                                           | 03:25      |
| 4.    | «Sensual Sickness»                                         | 04:05      |
| 5.    | «The Calling» (інструментальна)                            | 01:17      |
| 6.    | «The Negation»                                             | 05:04      |
| 7.    | «Long-Desired Dementia»                                    | 03:21      |
| 8.    | «The Empty Throne»                                         | 04:41      |
| 9.    | «Lunatic of God's Creation» (бонус трек, переспів Deicide) | 02:34      |
| 32:50 |                                                            |            |

## Склад гурту на момент запису
- Войцех Васовіч — вокал
- Вацлав Келтика — гітара
- Марцін Ригель — бас
- Вітольд Келтика — ударні